# Teretrius cylindricus
Teretrius cylindricus är en skalbaggsart som beskrevs av Thomas Vernon Wollaston 1864. Teretrius cylindricus ingår i släktet Teretrius och familjen stumpbaggar. Inga underarter finns listade i Catalogue of Life.